# Feruglioteri
El feruglioteri (Ferugliotherium windhauseni) és una espècie extinta de mamífer gondwanateri de la família dels ferugliotèrids que visqué a Sud-amèrica durant el Cretaci superior, fa entre 66 i 83,5 milions d'anys. Se n'han trobat restes fòssils a la província argentina de Río Negro. Es tracta de l'única espècie del gènere Ferugliotherium.